# Hans Wasserkampf & Co.

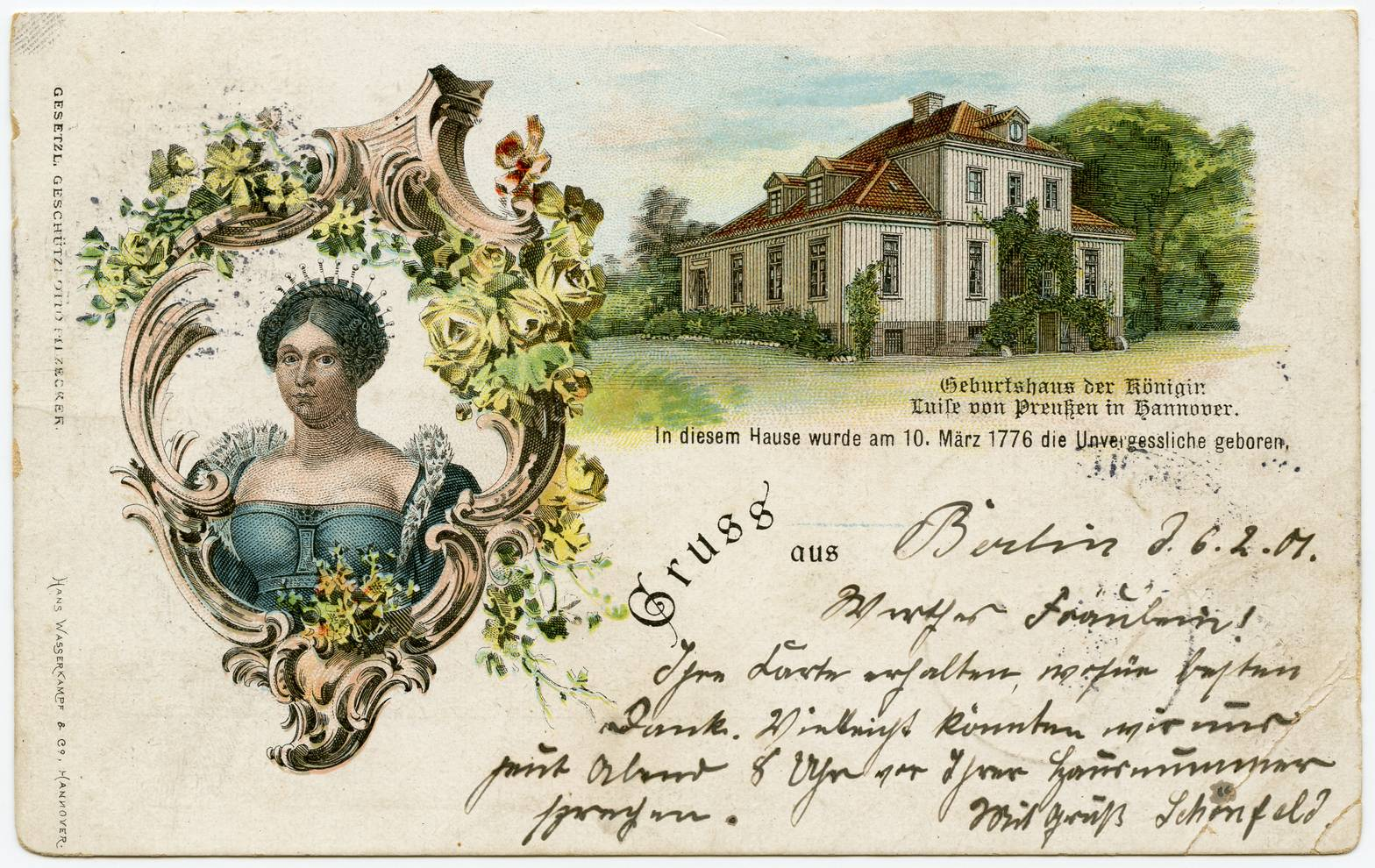
„Die Unvergessliche“ und das „Geburtshaus der Königin Luise von Preußen“;
Vielfarbig lithografierte „Gruss aus ...“-Karte von Otto Pilzecker, Druck von Hans Wasserkampf & Co. in Hannover; handschriftlich in Berlin datiert 1901

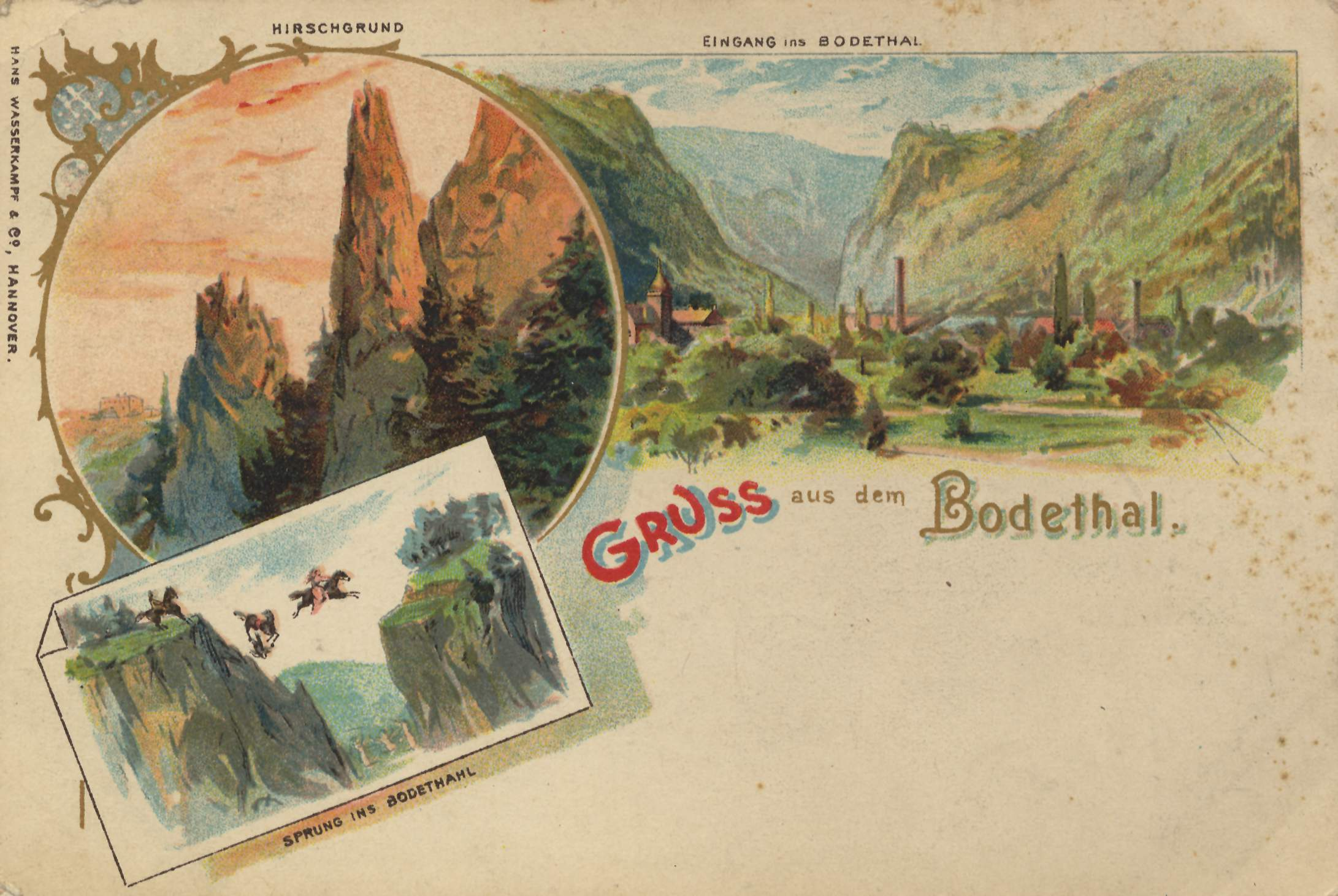
„Gruss aus dem Bodetal“ mit einer Vedute von Thale in Sachsen-Anhalt, um 1898

Hans Wasserkampf & Co. war eine lithographische Kunst-Anstalt sowie eine Stein-, Buch- und Lichtdruckerei. Das Unternehmen mit Sitz in Hannover war insbesondere spezialisiert auf den Druck von Luxus-Papieren, Etiketten und Plakaten, unterhielt daneben aber auch eine Kartonage-Fabrik und einen Verlag.

## Geschichte
Der Familienname und mit ihm der Namensgeber für die spätere Firma Wasserkampf tauchte erstmals im Adreßbuch, Stadt- und Geschäftshandbuch der Königlichen Residenzstadt Hannover und der Stadt Linden für das Jahr 1880 auf. Dieses verzeichnete Hans Wasserkampf mit der Berufsbezeichnung Lithograf zunächst mit Wohnsitz im zweiten Stockwerk des Mehrfamilienhauses Warmbüchenkamp 8. Sieben Jahre später wirkte er noch immer lediglich als Lithograf, nun aber mit Wohnsitz in der Bel Etage in der – damaligen – Marschnerstraße 53. 1887 schließlich gründete der Buchhalter und Prokurist des jüdischen Bankhauses A. Molling, Gustav Löding (1853–1908/09), gemeinsam mit Wasserkampf in der nördlich des Stadtzentrums gelegenen Striehlstraße 9 das gemeinsame Unternehmen „Hans Wasserkampf und Comp. Commanditgesellschaft“. Das Unternehmen war alleiniger Mieter des Gebäudes, Vermieter der in der Ohestraße 2 wohnende Kaufmann Jakob Salomon.
1890 kaufte sich das Bankhaus A. Molling direkt in das Unternehmen Hans Wasserkampf & Comp. KG ein, wenngleich der in Hildesheim geborene Adolf Molling (1830–1894) kurz zuvor die eigene Druckerei A. Molling & Comp. am Schneiderberg nahe der Technischen Hochschule gegründet hatte.
Ebenfalls 1890 versandte die bisher lediglich als Druck-, Luxuspapier- und Kartonageunternehmen agierende Firma ein – bis heute in der Deutschen Nationalbibliothek erhaltenes und mit einer Abbildung des Geschäftsgebäudes von Hans Wasserkampf & Comp. versehenes – Geschäftsrundschreiben, in dem über der Verkauf eines Verlages von Öldruckbildern durch das in Berlin ansässige Unternehmen E. Hoppe & Co. an Hans Wasserkampf & Comp. informiert wurde. Am 5. Dezember 1890 wurde die Eintragung im Handelsregister in Molling, Wasserkampf & Comp., Kommandit-Gesellschaft vorgenommen.
Bald darauf müssen sich die Geschäftspartner Molling und Wasserkampf wieder getrennt haben, zumal das hannoversche Adressbuch für 1896 zu dem nun wieder nur als Firma Hans Wasserkampf, Stein-, Buch- u. Lichtdruckerei auftretenden Unternehmen als neue Adresse das Hinterhaus in der Hainhölzer Straße 40 verzeichnet. Inhaber war neben dem namensgebenden Fabrikanten Hans Wasserkampf nun auch der Kaufmann Wilhelm Hapke.

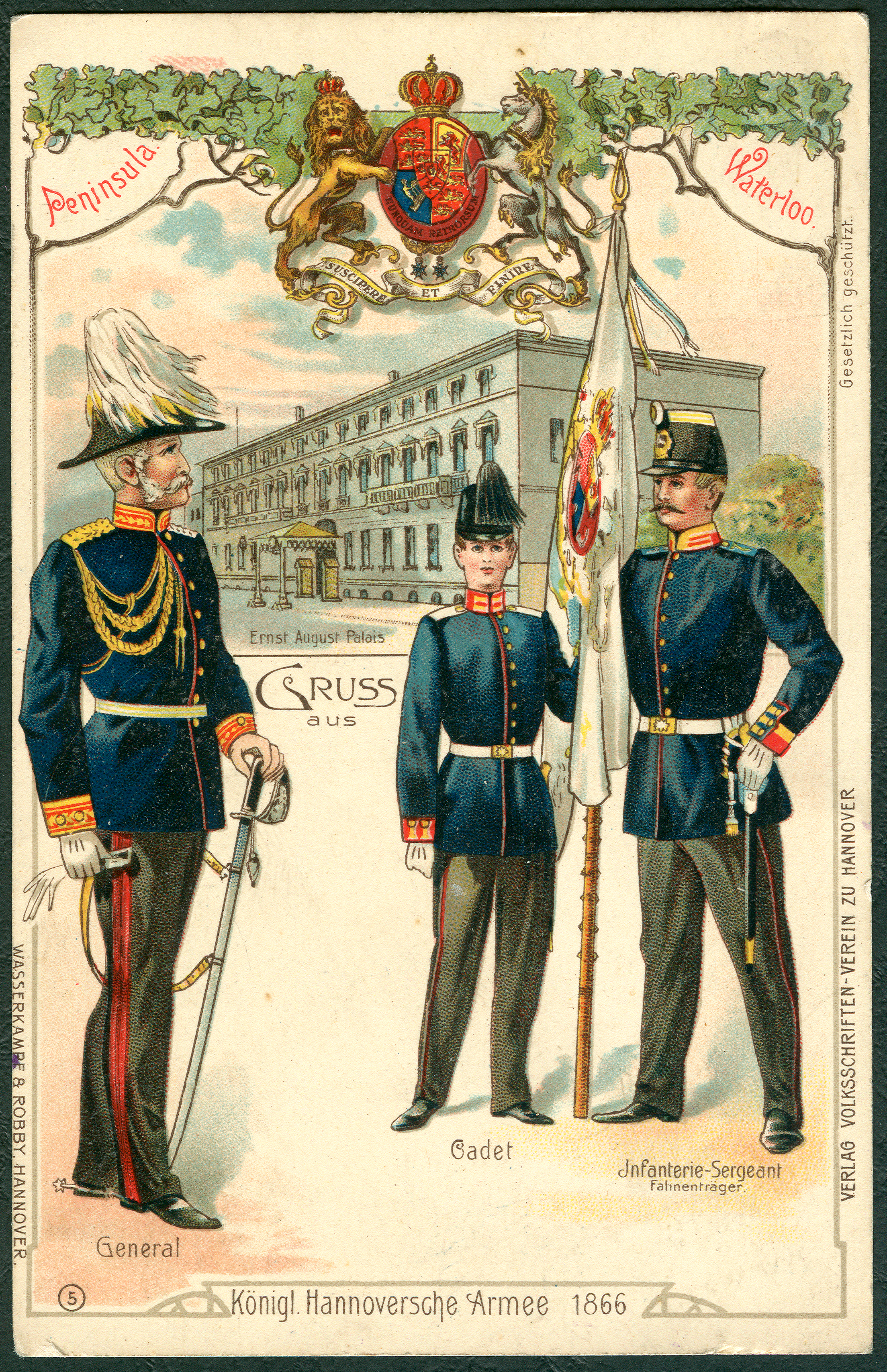
„Gruß aus“-Karte Nummer 5 aus der Serie Königlich Hannoversche Armee 1866, im Hintergrund das Ernst-August-Palais;Druck: Wasserkampf & Robby; Verlag: Volksschriften-Vereins zu Hannover, um 1900

Spätestens 1901 hatte sich das Unternehmen in Wasserkampf & Robby umfirmiert und kooperierte als Druckunternehmen mit dem Verlag des Volksschriften-Vereins zu Hannover, beispielsweise für 12 auf das Königreich Hannover bezogene, aufwendig in Seide eingebundene chromolithografierte Postkarten unter dem Titel Erinnerungen an die Königliche Hannoversche Armee 1866. Während einer Anhörung in den USA vor dem Repräsentantenhaus gab der Lithograph, Zeichenkünstler und Graveur  August Falk gunter anderem zu Protokoll, er habe im Zeitraum von 1903 bis 1905 bei Wasserkampf und Robby als Angestellter für eine 48-Stunden-Woche 25 Mark Wochenlohn verdient und in diesen Jahren in der Firma Aufträge zahlreicher anderer Unternehmen aus Deutschland abgearbeitet.

## Weitere Werke (Auswahl)
Schriften:
- Isaak Hirsch: Anna Pelzer, Roman, Hannover: H. Wasserkampf u. Co., [1890]
- Wilhelm Hipmeier: Über das 1-p-Tolyl-3-methylpyrazolon und seine Derivate, Hannover: Wasserkampf, 1894
- Festschrift zum 50jährigen Stiftungsfeste des Lokalvereins Hannover für Buchdrucker und Schriftgiesser. 29. und 30. April 1899,  Hannover: Lokalverein, [1899]
- Gerhard Dor: Vom Lehrling bis zum Meister. Ein Mahnwort an die Eltern, Meister und Innungen, Hannover: Wasserkampf & Robby, 1903
- Gustav Kastropp: Phantasien und Märchen, Hannover: Wasserkampf, 1891
- Gustav Kastropp: Agamemnon. Trauerspiel in drei Aufzügen, für die Bühnen als Manuskript gedruckt, Hannover: Verlag von Hans Wasserkampf & Comp. Commandit-Gesellschaft, [1891]; Digitalisat über die Klassik Stiftung Weimar
- Führer durch Goslar am Harz und die nähere Umgebung. Erinnerung an das Hotel zum Rosengarten, Goslar am Harz, 24 zum Teil illustrierte Seiten mit einem Plan, Hannover: Wasserkampf, 1898
- Harz-Perlen. Zur freundlichen Erinnerung an Hôtel und Pension Heidelberg Blankenburg a.H., 37 Blatt ausschließlich mit Illustrationen von Ansichten von Goslar, Okerthal, Wildemann, Wiesenbecker Teich, Bad Grund, Radauwasserfall, Ilsenburg, Ilsestein, Ilsefälle, Schierke, Oderteich, Brocken, Wernigerode, Regenstein, Blankenburg, Hermannshöhle, Bodetal, Gernrode, Suderode, Alexisbad, Mägdesprung, Ballenstedt, Burg Falkenstein, Josephskreuz,
- Arbeits-Ordnung für die Hannoversche Actien-Gummiwaaren-Fabrik in Linden vor Hannover, [Linden vor Hannover]: [Hannoversche Actien-Gummiwaaren-Fabrik], 1903–1908, Hannover: Wasserkampf & Robby

Plakate:
- Excelsior bester Pneumatic, Hannoversche Gummi-Kamm Co. A.G., Hannover-Limmer, mehrfarbige Lithographie 84,5 × 62 cm; Digitalisat über den Gesamtkatalog der Schweizer Hochschulbibliotheken und der Schweizerischen Nationalbibliothek Swissbib
- Excelsior Pneumatic, Hannoversche Gummi-Kamm-Co., Act. Ges. Hannover; Digitalisat